# 歴史文化ライブラリー
歴史文化ライブラリー（れきし ぶんか ライブラリー）とは、吉川弘文館が発行する、歴史書とその周辺分野を専門とする書き下ろし作品の叢書（選書レーベル）。

## 概要
四六判の並製で、200程度のページ数で統一されている。1996年（平成8年）に創刊され、2006年（平成18年）に装丁が変更された。また、2017年（平成29年）からオンデマンド版が開始された。
内容は考古学、古代史、中世史、近世史、近現代史、文化史・誌、民俗学・人類学、世界史の八種に大別される。

## 刊行一覧
1. 埴原和郎『日本人の誕生：人類はるかなる旅』1996年11月 ISBN 4642054014
2. 宮田登『歴史と民俗のあいだ：海と都市の視点から』1996年11月 ISBN 4642054022
3. 笹本正治『中世の災害予兆：あの世からのメッセージ』1996年11月 ISBN 4642054030
4. 乾宏巳『江戸の職人：都市民衆史への志向』1996年11月 ISBN 4642054049
5. 高村直助『会社の誕生』1996年11月 ISBN 4642054057
6. 高田良信『世界文化遺産 法隆寺』1996年11月 ISBN 4642054065
7. 久野昭『日本人の他界観』1997年2月 ISBN 4642054073
8. 神野清一『卑賤観の系譜』1997年2月 ISBN 4642054081
9. 深井甚三『江戸の旅人たち』1997年2月 ISBN 464205409X
10. 戸田金一『国民学校：皇国への道』1997年2月 ISBN 4642054103
11. 坂誥秀一『太平洋戦争と考古学』1997年4月 ISBN 4642054111
12. 大橋一章『飛鳥の文明開化』1997年4月 ISBN 464205412X
13. 柴桂子『近世おんな旅日記』1997年4月 ISBN 4642054138
14. 有山輝雄『甲子園野球と日本人：メディアのつくったイベント』1997年4月 ISBN 4642054146
15. 倉石忠彦『民俗都市の人びと』1997年6月 ISBN 4642054154
16. 村武精一『アニミズムの世界』1997年6月 ISBN 4642054162
17. 新井孝重『悪党の世紀』1997年6月 ISBN 4642054170
18. 山田朗『軍備拡張の近代史：日本軍の膨張と崩壊』1997年6月 ISBN 4642054189
19. 川田稔『柳田国男：その生涯と思想』1997年8月 ISBN 4642054197
20. 近藤好和『弓矢と刀剣：中世合戦の実像』1997年8月 ISBN 4642054200
21. 金龍静『蓮如』1997年8月 ISBN 4642054219
22. 南和男『江戸の風刺画』1997年8月 ISBN 4642054227
23. 湯川洋司『山の民俗誌』1997年10月 ISBN 4642054235
24. 安田喜憲『縄文文明の環境』1997年10月 ISBN 4642054243
25. 福田アジオ『番と衆：日本社会の東と西』1997年10月 ISBN 4642054251
26. 金原左門『福沢諭吉と福住正兄：世界と地域の視座』1997年10月 ISBN 464205426X
27. 中村平治『インド史への招待』1997年12月 ISBN 4642054278
28. 納富敏雄『吉野ヶ里遺跡 保存と活用への道』1997年12月 ISBN 4642054286
29. 佐々木馨『執権時頼と廻国伝説』1997年12月 ISBN 4642054294
30. 有元正雄『宗教社会史の構想：真宗門徒の進行と生活』1997年12月 ISBN 4642054308
31. 中村方子『ヒトとミミズの生活誌』1998年2月 ISBN 4642054316
32. 海津一朗『蒙古襲来：対外戦争の社会史』1998年2月 ISBN 4642054324
33. 小沢詠美子『災害都市江戸と地下室』1998年2月 ISBN 4642054332
34. 家近良樹『浦上キリシタン流配事件：キリスト教解禁への道』1998年2月 ISBN 4642054340
35. 神部四郎次『語りかける文化遺産：ピラミッドから安土城・桂離宮まで』1998年4月 ISBN 4642054359
36. 古橋信孝『平安京の都市生活と郊外』1998年4月 ISBN 4642054367
37. 平松令三『親鸞』1998年4月 ISBN 4642054375
38. 原田勝正『鉄道と近代化』1998年4月 ISBN 9784642054386
39. 白崎昭一郎『森鷗外：もう一つの実像』1998年6月 ISBN 4642054391
40. 片桐一男『京のオランダ人：阿蘭陀宿海老屋の実態』1998年6月 ISBN 4642054405
41. 井口和起『日露戦争の時代』1998年6月 ISBN 4642054413
42. 伊藤康子『闘う女性の20世紀：地域社会と生き方の視点から』1998年6月 ISBN 4642054421
43. 蜷川壽惠『学徒出陣：戦争と青春』1998年8月 ISBN 464205443X
44. 瀧浪貞子『最後の女帝孝謙天皇』1998年8月 ISBN 4642054448
45. 佐々木克『大久保利通と明治維新』1998年8月 ISBN 9784642054454
46. 中村羊一郎『番茶と日本人』1998年8月 ISBN 9784642054461
47. 高良倉吉『アジアのなかの琉球王国』1998年10月 ISBN 9784642054478
48. 江守五夫『婚姻の民俗：東アジアの視点から』1998年10月 ISBN 4642054480
49. 米田雄介『正倉院と日本文化』1998年10月 ISBN 4642054499
50. 安田次郎『中世の奈良：都市民と寺院の支配』1998年10月 ISBN 4642054502
51. 速水侑『地獄と極楽：『往生要集』と貴族社会』1998年12月 ISBN 4642054510
52. 立川武蔵『密教の思想』1998年12月 ISBN 4642054529
53. 倉本一宏『奈良朝の政変劇：皇親たちの悲劇』1998年12月 ISBN 4642054537
54. 服藤早苗『平安朝女性のライフサイクル』1998年12月 ISBN 4642054545
55. 渡邊守順『比叡山延暦寺：世界文化遺産』1998年12月 ISBN 4642054553
56. 金谷匡人『海賊たちの中世』1998年12月 ISBN 4642054561
57. 山本武利『特務機関の謀略：諜報とインパール作戦』1998年12月 ISBN 464205457X
58. 川村湊『文学から見る「満洲」：「五族協和」の夢と現実』1998年12月 ISBN 4642054588
59. 佐々木邦世『平泉中尊寺：金色堂と経の世界』1999年2月 ISBN 9784642054591
60. 南和男『幕末維新の風刺画』1999年2月 ISBN 464205460X
61. 今井雅晴『捨聖一遍』1999年3月 ISBN 4642054618
62. 三上一夫『横井小楠：その思想と行動』1999年3月 ISBN 4642054626
63. 佐伯有清『悲運の遣唐僧 円載の数奇な生涯』1999年4月 ISBN 4642054634
64. 小泉和子『道具と暮らしの江戸時代』1999年4月 ISBN 4642054642
65. 大山誠一『〈聖徳太子〉の誕生』1999年5月 ISBN 9784642054652
66. 岡村秀典『三角縁神獣鏡の時代』1999年5月 ISBN 4642054669
67. 山崎幹夫『薬と日本人』1999年5月 ISBN 4642054677
68. 浜林正夫『人権の思想史』1999年6月 ISBN 9784642054683
69. 白川部達夫『近世の百姓世界』1999年6月 ISBN 4642054693
70. 圭室文雄『葬式と檀家』1999年7月 ISBN 9784642054706
71. 中野実『東京大学物語：まだ君が若かったころ』1999年7月 ISBN 4642054715
72. 朧谷寿『源氏物語の風景：王朝時代の都の暮らし』1999年8月 ISBN 4642054723
73. 菅野則子『江戸時代の孝行者：「孝義録」の世界』1999年8月 ISBN 4642054731
74. 江後迪子『隠居大名の江戸暮らし：年中行事と食生活』1999年9月 ISBN 464205474X
75. 清水勲『マンガ誕生：大正デモクラシーからの出発』1999年9月 ISBN 4642054758
76. 今村啓爾『縄文の実像を求めて』1999年10月 ISBN 9784642054768
77. 阿部毅『太平洋戦争と歴史学』1999年10月 ISBN 4642054774
78. 菊池勇夫『エトロフ島：つくられた国境』1999年11月 ISBN 4642054782
79. 奈倉哲三『幕末民衆文化異聞：真宗門徒の四季』1999年11月 ISBN 4642054790
80. 鈴木淳『町火消たちの近代：東京の消防史』1999年11月 ISBN 4642054804
81. 田辺勝美『毘沙門天像の誕生：シルクロードの東西文化交流』1999年12月 ISBN 4642054812
82. 谷端昭夫『茶の湯の文化史：近世の茶人たち』1999年12月 ISBN 4642054820
83. 外池昇『天皇陵の近代史』2000年1月 ISBN 4642054839
84. 近藤典彦『啄木短歌に時代を読む』2000年1月 ISBN 4642054847
85. 野村純一『新・桃太郎の誕生：日本の「桃ノ子太郎」たち』2000年2月 ISBN 4642054855
86. 伊藤正敏『日本の中世寺院：忘れられた自由都市』2000年2月 ISBN 4642054863
87. 峯岸賢太郎『皇軍慰安所とおんなたち』2000年3月 ISBN 4642054871
88. 森谷公俊『王宮炎上：アレクサンドロス大王とペルセポリス』2000年3月 ISBN 464205488X
89. 笠谷和比古『江戸御留守居役 近世の外交官』2000年4月 ISBN 4642054898
90. 芝健介『ヒトラーのニュルンベルク：第三帝国の光と闇』2000年4月 ISBN 4642054901
91. 永田生慈『葛飾北斎』2000年5月 ISBN 464205491X
92. 新谷尚紀『神々の原像：祭祀の小宇宙』2000年5月 ISBN 4642054928
93. 桜井邦朋『天才たちの宇宙像』2000年5月 ISBN 4642054936
94. 直木孝次郎『万葉集と古代史』2000年6月 ISBN 4642054944
95. 吉野孝雄『宮武外骨：民権へのこだわり』2000年6月 ISBN 4642054952
96. 諏訪春雄『歌舞伎の源流』2000年6月 ISBN 4642054960
97. 石渡美江『楽園の図像：海獣葡萄鏡の誕生』2000年7月 ISBN 4642054979
98. 宮家準『役行者と修験道の歴史』2000年7月 ISBN 4642054987
99. 野村育世『北条政子：尼将軍の時代』2000年8月 ISBN 4642054995
100. 藤野豊『強制された健康：日本ファシズム下の生命と身体』2000年8月 ISBN 4642055002
101. 副島弘道『運慶：その人と芸術』2000年9月 ISBN 4642055010
102. 牟田和男『魔女裁判：魔術と民衆のドイツ史』2000年9月 ISBN 9784642055024
103. 山本武利『紙芝居：街角のメディア』2000年10月 ISBN 4642055037
104. 佐伯有清『魏志倭人伝を読む 上：邪馬台国への道』2000年10月 ISBN 4642055045
105. 佐伯有清『魏志倭人伝を読む 下：卑弥呼と倭国内乱』2000年11月 ISBN 4642055053
106. 濱田耕策『渤海国興亡史』2000年11月 ISBN 4642055061
107. 坂井孝一『曾我物語の史実と虚構』2000年12月 ISBN 464205507X
108. 木本雅康『古代の道路事情』2000年12月 ISBN 4642055088
109. 松井健『遊牧という文化：移動の生活戦略』2001年1月 ISBN 4642055096
110. 中野照男『仏画の見かた：描かれた仏たち』2001年1月 ISBN 464205510X
111. 三宅和朗『古代の神社と祭り』2001年2月 ISBN 4642055118
112. 林玲子『江戸と上方：人・モノ・カネ・情報』2001年2月 ISBN 4642055126
113. 石野博信『邪馬台国の考古学』2001年3月 ISBN 4642055134
114. 木畑洋一『第二次世界大戦：現代世界への転換点』2001年3月 ISBN 4642055142
115. 長沢利明『江戸東京歳時記』2001年4月 ISBN 4642055150
116. 総合女性史研究会『女性史と出会う』2001年4月 ISBN 4642055169
117. 後藤乾一・山崎功『スカルノ：インドネシア「建国の父」と日本』2001年5月 ISBN 4642055177
118. 吉川龍子『日赤の創始者：佐野常民』2001年5月 ISBN 4642055185
119. 笠原潔『黒船来航と音楽』2001年6月 ISBN 4642055193
120. 関幸彦『神風の武士像：蒙古合戦の真実』2001年6月 ISBN 4642055207
121. 清水眞澄『読経の世界：能読の誕生』2001年7月 ISBN 4642055215
122. 篠川賢『飛鳥の朝廷と王統譜』2001年7月 ISBN 4642055223
123. 高倉洋彰『交流する弥生人：金印国家群の時代の生活誌』2001年8月 ISBN 4642055231
124. 諏訪春雄『北斎の謎を解く：生活・芸術・信仰』2001年8月 ISBN 464205524X
125. 真野俊和『日本の祭りを読み解く』2001年9月 ISBN 4642055258
126. 岸野久『ザビエルの同行者アンジロー：戦国時代の国際人』2001年9月 ISBN 4642055266
127. 今西一『文明開化と差別』2001年10月 ISBN 4642055274
128. 佐々木利和『アイヌ文化誌ノート』2001年10月 ISBN 4642055282
129. 鷲津名都江『マザーグースと日本人』2001年11月 ISBN 4642055290
130. 中尾堯『日蓮』2001年11月 ISBN 4642055304
131. 伊藤喜良『東国の南北朝動乱：北畠親房と国人』2001年12月 ISBN 4642055312
132. 鶴間和幸『秦の始皇帝：伝説と史実のはざま』2001年12月 ISBN 4642055320
133. 後藤昭雄『天台仏教と平安朝文人』2002年1月 ISBN 4642055339
134. 有山輝雄『海外観光旅行の誕生』2002年1月 ISBN 4642055347
135. 藤野敦『東京都の誕生』2002年2月 ISBN 4642055355
136. 小澤弘『都市図の系譜と江戸』2002年2月 ISBN 4642055363
137. 保坂智『百姓一揆とその作法』2002年3月 ISBN 4642055371
138. 鈴木正崇『女人禁制』2002年3月 ISBN 464205538X
139. 片山一道『海のモンゴロイド ポリネシア人の祖先をもとめて』2002年4月 ISBN 4642055398
140. 鈴木公雄『銭の考古学』2002年5月 ISBN 4642055401
141. 米田雄介『藤原摂関家の誕生：平安時代史の扉』2002年6月 ISBN 464205541X
142. 三隅治雄『踊りの宇宙：日本の民俗芸能』2002年7月 ISBN 4642055428
143. 小山静子『子どもたちの近代：学校教育と家庭教育』2002年8月 ISBN 4642055436
144. 加藤謙吉『大和の豪族と渡来人：葛城・蘇我氏と大伴・物部氏』2002年9月 ISBN 4642055444
145. 香月洋一郎『記憶すること・記録すること：聞き書き論ノート』2002年10月 ISBN 4642055452
146. 宇田川武久『鉄砲と戦国合戦』2002年11月 ISBN 9784642055468
147. 飯倉晴武『地獄を二度も見た天皇 光厳院』2002年12月 ISBN 4642055479
148. 林玲子『江戸店の明け暮れ』2003年1月 ISBN 4642055487
149. 板垣哲夫『丸山真男の思想史学』2003年2月 ISBN 4642055495
150. 吉田俊純『水戸学と明治維新』2003年3月 ISBN 9784642055505
151. 沖森卓也『日本語の誕生：古代の文字と表記』2003年4月 ISBN 4642055517
152. 櫻井良樹『宮本武蔵の読まれ方』2003年4月 ISBN 4642055525
153. 原田禹雄『琉球と中国：忘れられた冊封使』2003年5月 ISBN 4642055533
154. 古瀬奈津子『遣唐使の見た中国』2003年5月 ISBN 4642055541
155. 庄司俊作『近現代日本の農村：農政の原点をさぐる』2003年6月 ISBN 464205555X
156. 橋爪紳也『モダン都市の誕生』2003年6月 ISBN 9784642055567
157. 小野良平『公園の誕生』2003年7月 ISBN 4642055576
158. 小林英夫『日中戦争と汪兆銘』2003年7月 ISBN 4642055584
159. 奥富敬之『鎌倉北条氏の興亡』2003年8月 ISBN 9784642055598
160. 秋山敬『歴史の旅：武田信玄を歩く』2003年8月 ISBN 4642055606
161. 桜井邦朋『夏が来なかった時代：歴史を動かした気候変動』2003年9月 ISBN 4642055614
162. 松尾章一『関東大震災と戒厳令』2003年9月 ISBN 4642055622
163. 横山學『書物に魅せられた英国人：フランク・ホーレーと日本文化』2003年10月 ISBN 4642055630
164. 佐藤弘夫『霊場の思想』2003年10月 ISBN 4642055649
165. 山口徹『海の生活誌：半島と島の暮らし』2003年11月 ISBN 4642055657
166. 渡辺尚志『浅間山大噴火』2003年11月 ISBN 4642055665
167. 木戸雅寿『よみがえる安土城』2003年12月 ISBN 4642055673
168. 俵元昭『江戸の地図屋さん：販売競争の舞台裏』2003年12月 ISBN 4642055681
169. 山内譲『中世 瀬戸内海の旅人たち』2004年1月 ISBN 464205569X
170. 田口章子『歌舞伎と人形浄瑠璃』2004年1月 ISBN 4642055703
171. 岩崎均史『落語の博物誌：江戸の文化を読む』2004年2月 ISBN 4642055711
172. 萩原秀三郎『鬼の復権』2004年2月 ISBN 464205572X
173. 中村俊介『文化財報道と新聞記者』2004年3月 ISBN 4642055738
174. 橋谷弘『帝国日本と植民地都市』2004年3月 ISBN 4642055746
175. 斎藤多喜夫『幕末明治 横浜写真館物語』2004年4月 ISBN 4642055754
176. 内海愛子『スガモプリズン：戦犯たちの平和運動』2004年5月 ISBN 4642055762
177. 大橋康二『海を渡った陶磁器』2004年6月 ISBN 4642055770
178. 熊谷公男『古代の蝦夷と城柵』2004年7月 ISBN 4642055789
179. 井上俊『武道の誕生』2004年8月 ISBN 9784642055796
180. 川田稔『激動昭和と浜口雄幸』2004年9月 ISBN 4642055800
181. 神田千里『土一揆の時代』2004年10月 ISBN 4642055819
182. 渡邉晶『大工道具の日本史』2004年11月 ISBN 4642055827
183. 宮崎正勝『グローバル時代の世界史の読み方』2004年12月 ISBN 4642055835
184. 近藤好和『騎兵と歩兵の中世史』2005年1月 ISBN 4642055843
185. 山口輝臣『明治神宮の出現』2005年2月 ISBN 4642055851
186. 原田多加司『古建築修復に生きる：屋根職人の世界』2005年3月 ISBN 464205586X
187. 林玲子・天野雅敏編『日本の味：醤油の歴史』2005年4月 ISBN 4642055878
188. 鈴木善次『バイオロジー事始：異文化と出会った明治人たち』2005年4月 ISBN 4642055886
189. 中尾良信『日本禅宗の伝説と歴史』2005年5月 ISBN 4642055894
190. 川口良・角田史幸『日本語は誰のものか』2005年5月 ISBN 4642055908
191. 岩田みゆき『黒船がやってきた：幕末の情報ネットワーク』2005年6月 ISBN 4642055916
192. 寺島孝一『アスファルトの下の江戸：住まいと暮らし』2005年6月 ISBN 4642055924
193. 南和男『江戸の町奉行』2005年7月 ISBN 4642055932
194. 二木謙一『時代劇と風俗考証：やさしい有職故実入門』2005年7月 ISBN 4642055940
195. 田端泰子『乳母の力：歴史を支えた女たち』2005年8月 ISBN 4642055959
196. 松井健『柳宗悦と民藝の現在』2005年8月 ISBN 4642055967
197. 高橋範子『水墨画にあそぶ：禅僧たちの風雅』2005年9月 ISBN 4642055975
198. 宇佐美ミサ子『宿場の日本史：街道に生きる』2005年9月 ISBN 4642055983
199. 田中史生『倭国と渡来人：交錯する「内」と「外」』2005年10月 ISBN 4642055991
200. 黒田基樹『戦国大名の危機管理』2005年10月 ISBN 4642056009
201. 樋口雄彦『旧幕臣の明治維新：沼津兵学校とその群像』2005年11月 ISBN 4642056017
202. 松尾剛次『鎌倉 古寺を歩く：宗教都市の風景』2005年11月 ISBN 4642056025
203. 一ノ瀬俊也『銃後の社会史：戦死者と遺族』2005年12月 ISBN 4642056033
204. 篠原徹『自然を生きる技術：暮らしの民俗自然誌』2005年12月 ISBN 4642056041
205. 菅豊『川は誰のものか：人と環境の民俗学』2006年1月 ISBN 464205605X
206. 藤本正行『武田信玄像の謎』2006年1月 ISBN 4642056068
207. 岩下哲典『江戸の海外情報ネットワーク』2006年2月 ISBN 4642056076
208. 細川博昭『大江戸飼い鳥草紙：江戸のペットブーム』2006年2月 ISBN 4642056084
209. 飛田範夫『庭園の中世史：足利義政と東山山荘』2006年3月 ISBN 4642056092
210. 三保忠夫『数え方の日本史』2006年3月 ISBN 9784642056106
211. 坂田聡『苗字と名前の歴史』2006年4月 ISBN 9784642056113
212. 佐道明広『戦後政治と自衛隊』2006年5月 ISBN 4642056122
213. 谷畑美帆『江戸八百八町に骨が舞う：人骨から解く病気と社会』2006年6月 ISBN 4642056130
214. 谷口眞子『赤穂浪士の実像』2006年7月 ISBN 4642056149
215. 繁田信一『安倍晴明：陰陽師たちの平安時代』2006年8月 ISBN 4642056157
216. 渡辺節夫『フランスの中世社会：王と貴族たちの軌跡』2006年9月 ISBN 4642056165
217. 藤井正雄『戒名のはなし』2006年10月 ISBN 4642056173
218. 齋藤慎一『中世武士の城』2006年10月 ISBN 9784642056182
219. 前田晴人『古代出雲』2006年11月 ISBN 464205619X
220. 深谷克己『江戸時代の身分願望：身上りと上下無し』2006年11月 ISBN 4642056203
221. 平山優『武田信玄』2006年12月 ISBN 4642056211
222. 青木栄一『鉄道忌避伝説の謎：汽車が来た町、来なかった町』2006年12月 ISBN 464205622X
223. 元木泰雄『源義経』2007年2月 ISBN 9784642056236
224. 安田政彦『平安京のニオイ』2007年2月 ISBN 9784642056243
225. 大豆生田稔『お米と食の近代史』2007年2月 ISBN 9784642056250
226. 宮崎正勝『黄金の島ジパング伝説』2007年2月 ISBN 9784642056267
227. 梅村恵子『家族の古代史：恋愛・結婚・子育て』2007年3月 ISBN 9784642056274
228. 曾根正人『聖徳太子と飛鳥仏教』2007年3月 ISBN 9784642056281
229. 三浦佑之『古事記のひみつ：歴史書の成立』2007年4月 ISBN 9784642056298
230. 北島万次『加藤清正：朝鮮侵略の実像』2007年4月 ISBN 9784642056304
231. 蔵持重裕『声と顔の中世史：戦さと訴訟の情景より』2007年5月 ISBN 9784642056311
232. 谷口克広『検証本能寺の変』2007年5月 ISBN 9784642056328
233. 増田昭子『雑穀を旅する：スローフードの原点』2007年6月 ISBN 9784642056335
234. 野口実『源氏と坂東武士』2007年7月 ISBN 9784642056342
235. 季武嘉也『選挙違反の歴史：ウラからみた日本の100年』2007年7月 ISBN 9784642056359
236. 佐藤稔『読みにくい名前はなぜ増えたか』2007年8月 ISBN 9784642056366
237. 山田雄司『跋扈する怨霊：祟りと鎮魂の日本史』2007年8月 ISBN 9784642056373
238. 天沼香『団塊世代の同時代史』2007年9月 ISBN 9784642056380
239. 千葉正樹『江戸城が消えていく：『江戸名所図会』の到達点』2007年9月 ISBN 9784642056397
240. 江後迪子『信長のおもてなし：中世食べもの百科』2007年10月 ISBN 9784642056403
241. 円満字二郎『昭和を騒がせた漢字たち：当用漢字の事件簿』2007年10月 ISBN 9784642056410
242. 遠山美都男『古代の皇位継承：天武系皇統は実在したか』2007年11月 ISBN 9784642056427
243. 浦井正明『上野寛永寺将軍家の葬儀』2007年11月 ISBN 9784642056434
244. 今泉淑夫『一休とは何か』2007年12月 ISBN 9784642056441
245. 熊倉功夫『日本料理の歴史』2007年12月 ISBN 9784642056458
246. 松田敬之『次男坊たちの江戸時代：公家社会の〈厄介者〉』2008年1月 ISBN 9784642056465
247. 板垣邦子『日米決戦下の格差と平等：銃後信州の食糧・疎開』2008年1月 ISBN 9784642056472
248. 榎村寛之『古代の都と神々：怪異を吸いとる神社』2008年2月 ISBN 9784642056489
249. 林部均『飛鳥の宮と藤原京：よみがえる古代王宮』2008年2月 ISBN 9784642056496
250. 根井浄『観音浄土に船出した人びと：熊野と補陀落渡海』2008年3月 ISBN 9784642056502
251. 堀晄『古代インド文明の謎』2008年3月 ISBN 9784642056519
252. 田中良之『骨が語る古代の家族：親族と社会』2008年4月 ISBN 9784642056526
253. 猪飼隆明『西南戦争：戦争の大義と動員される民衆』2008年4月 ISBN 9784642056533
254. 盛本昌広『贈答と宴会の中世』2008年5月 ISBN 9784642056540
255. 沢山美果子『江戸の捨て子たち：その肖像』2008年5月 ISBN 9784642056557
256. 曽根原理『神君家康の誕生：東照宮と権現様』2008年6月 ISBN 9784642056564
257. 藤實久美子『江戸の武家名鑑：武鑑と出版競争』2008年6月 ISBN 9784642056571
258. 清水克行『大飢饉、室町社会を襲う!』2008年7月 ISBN 9784642056588
259. 大橋幸泰『検証島原天草一揆』2008年7月 ISBN 9784642056595
260. 矢嶋泉『古事記の歴史意識』2008年9月 ISBN 9784642056601
261. 百瀬響『文明開化：失われた風俗』2008年9月 ISBN 9784642056618
262. 片桐一男『それでも江戸は鎖国だったのか：オランダ宿日本橋長崎屋』2008年11月 ISBN 9784642056625
263. 小沢朝江『明治の皇室建築：国家が求めた〈和風〉像』2008年11月 ISBN 9784642056632
264. 矢田俊文『中世の巨大地震』2009年1月 ISBN 9784642056649
265. 井原今朝男『中世の借金事情』2009年1月 ISBN 9784642056656
266. 倉本一宏『持統女帝と皇位継承』2009年3月 ISBN 9784642056663
267. 小宮まゆみ『敵国人抑留：戦時下の外国民間人』2009年3月 ISBN 9784642056670
268. 丸山雍成『邪馬台国魏使が歩いた道』2009年4月 ISBN 9784642056687
269. 後藤みち子『戦国を生きた公家の妻たち』2009年4月 ISBN 9784642056694
270. 宮内貴久『風水と家相の歴史』2009年5月 ISBN 9784642056700
271. 岩田重則『〈いのち〉をめぐる近代史：堕胎から人工妊娠中絶へ』2009年5月 ISBN 9784642056717
272. 峰岸純夫『足利尊氏と直義：京の夢、鎌倉の夢』2009年6月 ISBN 9784642056724
273. 児島恭子『エミシ・エゾからアイヌへ』2009年6月 ISBN 9784642056731
274. 小和田哲男『北政所と淀殿：豊臣家を守ろうとした妻たち』2009年6月 ISBN 9784642056748
275. 林博史『沖縄戦 強制された「集団自決」』2009年6月 ISBN 9784642056755
276. 宮本一夫『農耕の起源を探る：イネの来た道』2009年8月 ISBN 9784642056762
277. 奥富敬之『吾妻鏡の謎』2009年8月 ISBN 9784642056779
278. 揖斐高『江戸の文人サロン：知識人と芸術家たち』2009年9月 ISBN 9784642056786
279. 片倉比佐子『大江戸八百八町と町名主』2009年9月 ISBN 9784642056793
280. 犬塚孝明『明治外交官物語：鹿鳴館の時代』2009年10月 ISBN 9784642056809
281. 稲田雅洋『自由民権運動の系譜：近代日本の言論の力』2009年10月 ISBN 9784642056816
282. 根岸茂夫『大名行列を解剖する：江戸の人材派遣』2009年11月 ISBN 9784642056823
283. 保田晴男『ある文人代官の幕末日記：林鶴梁の日常』2009年11月 ISBN 9784642056830
284. 早川万年『壬申の乱を読み解く』2009年12月 ISBN 9784642056847
285. 三舟隆之『浦島太郎の日本史』2009年12月 ISBN 9784642056854
286. 川村博忠『江戸幕府の日本地図：国絵図・城絵図・日本図』2010年1月 ISBN 9784642056861
287. 藤野豊『戦争とハンセン病』2010年1月 ISBN 9784642056878
288. 馬場基『平城京に暮らす：天平びとの泣き笑い』2010年2月 ISBN 9784642056885
289. 保谷徹『幕末日本と対外戦争の危機：下関戦争の舞台裏』2010年2月 ISBN 9784642056892
290. 川口良・角田史幸『「国語」という呪縛：国語から日本語へ、そして○○語へ』2010年2月 ISBN 9784642056908
291. 中村修也『白村江の真実：新羅王・金春秋の策略』2010年3月 ISBN 9784642056915
292. 屋嘉比収『〈近代沖縄〉の知識人：島袋全発の軌跡』2010年3月 ISBN 9784642056922
293. 谷畑美帆『O脚だったかもしれない縄文人：人骨は語る』2010年4月 ISBN 9784642056939
294. 若井敏明『邪馬台国の滅亡：大和王権の征服戦争』2010年4月 ISBN 9784642056946
295. 塩澤寛樹『鎌倉大仏の謎』2010年5月 ISBN 9784642056953
296. 茶谷誠一『昭和天皇 側近たちの戦争』2010年5月 ISBN 9784642056960
297. 百橋明穂『古代壁画の世界：高松塚・キトラ・法隆寺金堂』2010年6月 ISBN 9784642056977
298. 國雄行『博覧会と明治の日本』2010年6月 ISBN 9784642056984
299. 永井晋『鎌倉源氏三代記：一門・重臣と源家将軍』2010年7月 ISBN 9784642056991
300. 末木文美士『近世の仏教：華ひらく思想と文化』2010年7月 ISBN 9784642057004
301. 秋山哲雄『都市鎌倉の中世史：吾妻鏡の舞台と主役たち』2010年8月 ISBN 9784642057011
302. 戸ノ下達也『「国民歌」を唱和した時代：昭和の大衆歌謡』2010年8月 ISBN 9784642057028
303. 小林敏男『日本国号の歴史』2010年9月 ISBN 9784642057035
304. 永嶺重敏『流行歌の誕生：「カチューシャの唄」とその時代』2010年9月 ISBN 9784642057042
305. 三宅和朗『時間の古代史：霊鬼の夜、秩序の昼』2010年10月 ISBN 9784642057059
306. 山本忠尚『高松塚・キトラ古墳の謎』2010年10月 ISBN 9784642057066
307. 須田努『幕末の世直し：万人の戦争状態』2010年11月 ISBN 9784642057073
308. 桜井俊彰『イングランド王国前史：アングロサクソン七王国物語』2010年11月 ISBN 9784642057080
309. 川嶋將生『祇園祭：祝祭の京都』2010年12月 ISBN 9784642057097
310. 末廣幸代『吉兆 湯木貞一：料理の道』2010年12月 ISBN 9784642057103
311. 野村剛史『話し言葉の日本史』2011年1月 ISBN 9784642057110
312. 上白石実『幕末の海防戦略：異国船を隔離せよ』2011年1月 ISBN 9784642057127
313. 吉田歓『古代の都はどうつくられたか：中国・日本・朝鮮・渤海』2011年2月 ISBN 9784642057134
314. 黒田智『藤原鎌足、時空をかける：変身と再生の日本史』2011年2月 ISBN 9784642057141
315. 樋口大祐『変貌する清盛：『平家物語』を書きかえる』2011年3月 ISBN 9784642057158
316. 細川重男『鎌倉幕府の滅亡』2011年3月 ISBN 9784642057165
317. 吉田千鶴子『〈日本美術〉の発見：岡倉天心がめざしたもの』2011年4月 ISBN 9784642057172
318. 星野英紀・浅川泰宏『四国遍路：さまざまな祈りの世界』2011年4月 ISBN 9784642057189
319. 土生田純之『古墳』2011年5月 ISBN 9784642057196
320. 原淳一郎『江戸の寺社めぐり：鎌倉・江ノ島・お伊勢さん』2011年5月 ISBN 9784642057202
321. 市大樹『すべての道は平城京へ：古代国家の〈支配の道〉』2011年6月 ISBN 9784642057219
322. 長谷川亮一『地図から消えた島々：幻の日本領と南洋探検家たち』2011年6月 ISBN 9784642057226
323. 山田康弘『戦国時代の足利将軍』2011年7月 ISBN 9784642057233
324. 浜野潔『歴史人口学で読む江戸日本』2011年7月 ISBN 9784642057240
325. 中村修也『日本神話を語ろう：イザナキ・イザナミの物語』2011年8月 ISBN 9784642057257
326. 高木俊輔『明治維新と豪農：古橋暉兒の生涯』2011年8月 ISBN 9784642057264
327. 関幸彦『その後の東国武士団：源平合戦以後』2011年9月 ISBN 9784642057271
328. 加瀬和俊『失業と救済の近代史』2011年9月 ISBN 9784642057288
329. 藤尾慎一郎『〈新〉弥生時代：五〇〇年早かった水田稲作』2011年10月 ISBN 9784642057295
330. 西澤泰彦『植民地建築紀行：満洲・朝鮮・台湾を歩く』2011年10月 ISBN 9784642057301
331. 野口朋隆『江戸大名の本家と分家』2011年11月 ISBN 9784642057318
332. 根間弘海『大相撲行司の世界』2011年11月 ISBN 9784642057325
333. 仁藤敦史『都はなぜ移るのか：遷都の古代史』2011年12月 ISBN 9784642057332
334. 千葉慶『アマテラスと天皇 〈政治シンボル〉の近代史』2011年12月 ISBN 9784642057349
335. 藤田和敏『〈甲賀忍者〉の実像』2012年1月 ISBN 9784642057356
336. 林博史『米軍基地の歴史：世界ネットワークの形成と展開』2012年1月 ISBN 9784642057363
337. 渡辺賢二『陸軍登戸研究所と謀略戦：科学者たちの戦争』2012年2月 ISBN 9784642057370
338. 圭室文雄『江戸時代の遊行聖』2012年2月 ISBN 9784642057387
339. 小笠原好彦『聖武天皇が造った都：難波宮・恭仁宮・紫香楽宮』2012年3月 ISBN 9784642057394
340. 岩本馨『江戸の政権交代と武家屋敷』2012年3月 ISBN 9784642057400
341. 下重清『〈身売り〉の日本史：人身売買から年季奉公へ』2012年4月 ISBN 9784642057417
342. 鈴木則子『江戸の流行り病：麻疹騒動はなぜ起こったのか』2012年4月 ISBN 9784642057424
343. 山里純一『古代の琉球弧と東アジア』2012年5月 ISBN 9784642057431
344. 西村慎太郎『宮中のシェフ、鶴をさばく：江戸時代の朝廷と庖丁道』2012年5月 ISBN 9784642057448
345. 北村優季『平安京の災害史：都市の危機と再生』2012年6月 ISBN 9784642057455
346. 斎藤英喜『荒ぶるスサノヲ、七変化：〈中世神話〉の世界』2012年6月 ISBN 9784642057462
347. 森下徹『武士という身分：城下町萩の大名家臣団』2012年7月 ISBN 9784642057479
348. 井上祐子『日清・日露戦争と写真報道：戦場を駆ける写真師たち』2012年7月 ISBN 9784642057486
349. 遠藤慶太『東アジアの日本書紀：歴史書の誕生』2012年8月 ISBN 9784642057493
350. 桜井俊彰『イングランド王国と闘った男：ジェラルド・オブ・ウェールズの時代』2012年8月 ISBN 9784642057509
351. 橋本雄『偽りの外交使節：室町時代の日朝関係』2012年9月 ISBN 9784642057516
352. 藤原辰史『稲の大東亜共栄圏：帝国日本の〈緑の革命〉』2012年9月 ISBN 9784642057523
353. 大藤修『日本人の姓・名字・名前：人名に刻まれた歴史』2012年10月 ISBN 9784642057530
354. 川平成雄『沖縄 占領下を生き抜く：軍用地・通貨・毒ガス』2012年10月 ISBN 9784642057547
355. 齋藤努『金属が語る日本史：銭貨・日本刀・鉄炮』2012年11月 ISBN 9784642057554
356. 江原絢子『家庭料理の近代』2012年11月 ISBN 9784642057561
357. 川岡勉『山城国一揆と戦国社会』2012年12月 ISBN 9784642057578
358. 鈴木芳行『首都防空網と〈空都〉多摩』2012年12月 ISBN 9784642057585
359. 荒木敏夫『古代天皇家の婚姻戦略』2013年1月 ISBN 9784642057592
360. 森公章『古代豪族と武士の誕生』2013年1月 ISBN 9784642057608
361. 安田政彦『災害復興の日本史』2013年2月 ISBN 9784642057615
362. 三浦正幸『神社の本殿：建築にみる神の空間』2013年2月 ISBN 9784642057622
363. 小川原正道『明治の政治家と信仰：クリスチャン民権家の肖像』2013年3月 ISBN 9784642057639
364. 宜野座菜央見『モダン・ライフと戦争：スクリーンのなかの女性たち』2013年3月 ISBN 9784642057646
365. 平瀬礼太『彫刻と戦争の近代』2013年7月 ISBN 9784642057653
366. 根立研介『ほとけを造った人びと：止利仏師から運慶・快慶まで』2013年8月 ISBN 9784642057660
367. 関周一『朝鮮人のみた中世日本』2013年9月 ISBN 9784642057677
368. 大日方純夫『維新政府の密偵たち：御庭番と警察のあいだ』2013年10月 ISBN 9784642057684
369. 鳥越皓之『琉球国の滅亡とハワイ移民』2013年11月 ISBN 9784642057691
370. 松下孝昭『軍隊を誘致せよ：陸海軍と都市形成』2013年12月 ISBN 9784642057707
371. 深谷克己『死者のはたらきと江戸時代：遺訓・家訓・辞世』2014年1月 ISBN 9784642057714
372. 酒井紀美『戦乱の中の情報伝達：使者がつなぐ中世京都と在地』2014年2月 ISBN 9784642057721
373. 田中宣一『名づけの民俗学：地名・人名はどう命名されてきたか』2014年3月 ISBN 9784642057738
374. 渡邉晶『大工道具の文明史：日本・中国・ヨーロッパの建築技術』2014年4月 ISBN 9784642057745
375. 三上喜孝『落書きに歴史をよむ』2014年4月 ISBN 9784642057752
376. 大喜直彦『神や仏に出会う時：中世びとの信仰と絆』2014年5月 ISBN 9784642057769
377. 浜井和史『海外戦没者の戦後史：遺骨帰還と慰霊』2014年5月 ISBN 9784642057776
378. 亀田俊和『南朝の真実：忠臣という幻想』2014年6月 ISBN 9784642057783
379. 冨永望『昭和天皇退位論のゆくえ』2014年6月 ISBN 9784642057790
380. 山田康弘『老人と子供の考古学』2014年7月 ISBN 9784642057806
381. 水野剛也『「自由の国」の報道統制：大戦下の日系ジャーナリズム』2014年7月 ISBN 9784642057813
382. 平山優『検証 長篠合戦』2014年8月 ISBN 9784642057820
383. 手嶋泰伸『海軍将校たちの太平洋戦争』2014年8月 ISBN 9784642057837
384. 高橋修『熊谷直実：中世武士の生き方』2014年9月 ISBN 9784642057844
385. 刑部芳則『京都に残った公家たち：華族の近代』2014年9月 ISBN 9784642057851
386. 中村順昭『地方官人たちの古代史：律令国家を支えた人びと』2014年10月 ISBN 9784642057868
387. 福田千鶴『豊臣秀頼』2014年10月 ISBN 9784642057875
388. 水野智之『名前と権力の中世史：室町将軍の朝廷戦略』2014年11月 ISBN 9784642057882
389. 海原亮『江戸時代の医師修業：学問・学統・遊学』2014年11月 ISBN 9784642057899
390. 伊集院葉子『古代の女性官僚：女官の出世・結婚・引退』2014年12月 ISBN 9784642057905
391. 森謙二『墓と葬送のゆくえ』2014年12月 ISBN 9784642057912
392. 今井雅晴『親鸞と歎異抄』2015年1月 ISBN 9784642057929
393. 高野信治『武士の奉公 本音と建前：江戸時代の出世と処世術』2015年1月 ISBN 9784642057936
394. 若狭徹『東国から読み解く古墳時代』2015年2月 ISBN 9784642057943
395. 柿沼陽平『中国古代の貨幣：お金をめぐる人びとと暮らし』2015年2月 ISBN 9784642057950
396. 近江俊秀『平城京の住宅事情：貴族はどこに住んだのか』2015年3月 ISBN 9784642057967
397. 戸川点『平安時代の死刑：なぜ避けられたのか』2015年3月 ISBN 9784642057974
398. 兼平賢治『馬と人の江戸時代』2015年4月 ISBN 9784642057981
399. 沢井実『帝国日本の技術者たち』2015年4月 ISBN 9784642057998
400. 高橋秀樹『三浦一族の中世』2015年5月 ISBN 9784642058001
401. 鈴木芳行『日本酒の近現代史：酒造地の誕生』2015年5月 ISBN 9784642058018
402. 中橋孝博『倭人への道：人骨の謎を追って』2015年6月 ISBN 9784642058025
403. 岡野友彦『戦国貴族の生き残り戦略』2015年6月 ISBN 9784642058032
404. 本多博之『天下統一とシルバーラッシュ：銀と戦国の流通革命』2015年7月 ISBN 9784642058049
405. ジョン・ブリーン『神都物語：伊勢神宮の近現代史』2015年7月 ISBN 9784642058056
406. 亀田俊和『高師直：室町新秩序の創造者』2015年8月 ISBN 9784642058063
407. 樋口州男『将門伝説の歴史』2015年8月 ISBN 9784642058070
408. 田中大喜『新田一族の中世：「武家の棟梁」への道』2015年9月 ISBN 9784642058087
409. 鹿毛敏夫『アジアのなかの戦国大名：西国の群雄と経営戦略』2015年9月 ISBN 9784642058094
410. 山本英貴『旗本・御家人の就職事情』2015年10月 ISBN 9784642058100
411. 菊池勇夫『五稜郭の戦い：蝦夷地の終焉』2015年10月 ISBN 9784642058117
412. 岸田知子『空海の文字とことば』2015年11月 ISBN 9784642058124
413. 河西秀哉『皇居の近現代史：開かれた皇室像の誕生』2015年11月 ISBN 9784642058131
414. 苅米一志『殺生と往生のあいだ：中世仏教と民衆生活』2015年12月 ISBN 9784642058148
415. 久保健一郎『戦国大名の兵粮事情』2015年12月 ISBN 9784642058155
416. 小畑弘己『タネをまく縄文人：最新科学が覆す農耕の起源』2016年1月 ISBN 9784642058162
417. 笹生衛『神と死者の考古学：古代のまつりと信仰』2016年1月 ISBN 9784642058179
418. 河内将芳『落日の豊臣政権：秀吉の憂鬱、不穏な京都』2016年2月 ISBN 9784642058186
419. 勝田政治『大久保利通と東アジア：国家構想と外交戦略』2016年2月 ISBN 9784642058193
420. 沖本幸子『乱舞の中世：白拍子・乱拍子・猿楽』2016年3月 ISBN 9784642058209
421. 黒嶋敏『琉球王国と戦国大名：島津侵入までの半世紀』2016年3月 ISBN 9784642058216
422. 小島道裕『洛中洛外図屏風：つくられた〈京都〉を読み解く』2016年4月 ISBN 9784642058223
423. 根崎光男『犬と鷹の江戸時代：〈犬公方〉綱吉と〈鷹将軍〉吉宗』2016年4月 ISBN 9784642058230
424. 小田部雄次『大元帥と皇族軍人：明治編』2016年5月 ISBN 9784642058247
425. 坂上康博『昭和天皇とスポーツ：〈玉体〉の近代史』2016年5月 ISBN 9784642058254
426. 上田美和『自由主義は戦争を止められるのか：芦田均・清沢洌・石橋湛山』2016年6月 ISBN 9784642058261
427. 山村博美『化粧の日本史：美意識の移りかわり』2016年6月 ISBN 9784642058278
428. 町田祐一『近代日本の就職難物語：「高等遊民」になるけれど』2016年7月 ISBN 9784642058285
429. 小田部雄次『大元帥と皇族軍人：大正・昭和編』2016年7月 ISBN 9784642058292
430. 須田勉『国分寺の誕生：古代日本の国家プロジェクト』2016年8月 ISBN 9784642058308
431. 頴原澄子『原爆ドーム：物産陳列館から広島平和記念碑へ』2016年8月 ISBN 9784642058315
432. 柴田純『江戸のパスポート：旅の不安はどう解消されたか』2016年9月 ISBN 9784642058322
433. 髙岡弘幸『幽霊 近世都市が生み出した化物』2016年9月 ISBN 9784642058339
434. 樋上昇『樹木と暮らす古代人：木製品が語る弥生・古墳時代』2016年10月 ISBN 9784642058346
435. 木村茂光『頼朝と街道：鎌倉政権の東国支配』2016年10月 ISBN 9784642058353
436. 大橋泰夫『出雲国誕生』2016年11月 ISBN 9784642058360
437. 桐原健真『松陰の本棚：幕末志士たちの読書ネットワーク』2016年11月 ISBN 9784642058377
438. 桃崎有一郎『平安京はいらなかった：古代の夢を喰らう中世』2016年12月 ISBN 9784642058384
439. 藤本清二郎『紀州藩主 徳川吉宗：明君伝説・宝永地震・隠密御用』2016年12月 ISBN 9784642058391
440. 向井一雄『よみがえる古代山城：国際戦争と防衛ライン』2017年1月 ISBN 9784642058407
441. 沢山美果子『江戸の乳と子ども：いのちをつなぐ』2017年1月 ISBN 9784642058414
442. 豊永聡美『天皇の音楽史：古代・中世の帝王学』2017年2月 ISBN 9784642058421
443. 水沢光『軍用機の誕生：日本軍の航空戦略と技術開発』2017年2月 ISBN 9784642058438
444. 海野聡『古建築を復元する：過去と現在の架け橋』2017年3月 ISBN 9784642058445
445. 赤嶺淳『鯨を生きる：鯨人の個人史・鯨食の同時代史』2017年3月 ISBN 9784642058452
446. 野口実『列島を翔ける平安武士：九州・京都・東国』2017年4月 ISBN 9784642058469
447. 十川陽一『天皇側近たちの奈良時代』2017年5月 ISBN 9784642058476
448. 石井公成『〈ものまね〉の歴史：仏教・笑い・芸能』2017年6月 ISBN 9784642058483
449. 寺前直人『文明に抗した弥生の人びと』2017年7月 ISBN 9784642058490
450. 川口暁弘『ふたつの憲法と日本人：戦前・戦後の憲法観』2017年8月 ISBN 9784642058506
451. 佐伯徳哉『出雲の中世：地域と国家のはざま』2017年9月 ISBN 9784642058513
452. 土田宏成『帝都防衛：戦争・災害・テロ』2017年9月 ISBN 9784642058520
453. 青木敬『土木技術の古代史』2017年10月 ISBN 9784642058537
454. 八鍬友広『闘いを記録する百姓たち：江戸時代の裁判学習帳』2017年10月 ISBN 9784642058544
455. 石村智『よみがえる古代の港：古地形を復元する』2017年11月 ISBN 9784642058551
456. 佐藤至子『江戸の出版統制：弾圧に翻弄された戯作者たち』2017年11月 ISBN 9784642058568
457. 深谷幸治『織田信長と戦国の村：天下統一のための近江支配』2017年12月 ISBN 9784642058575
458. 古畑徹『渤海国とは何か』2018年1月 ISBN 9784642058582
459. 神谷大介『幕末の海軍：明治維新への航跡』2018年1月 ISBN 9784642058599
460. 生駒哲郎『畜生・餓鬼・地獄の中世仏教史：因果応報と悪道』2018年2月 ISBN 9784642058605
461. 橋本素子『中世の喫茶文化：儀礼の茶から「茶の湯」へ』2018年2月 ISBN 9784642058612
462. 桐野作人『龍馬暗殺』2018年3月 ISBN 9784642058629
463. 矢田俊文『近世の巨大地震』2018年4月 ISBN 9784642058636
464. 関根達人『墓石が語る江戸時代：大名・庶民の墓事情』2018年4月 ISBN 9784642058643
465. 清家章『埋葬からみた古墳時代：女性・親族・王権』2018年5月 ISBN 9784642058650
466. 川満彰『陸軍中野学校と沖縄戦：知られざる少年兵「護郷隊」』2018年5月 ISBN 9784642058667
467. 加瀬直弥『古代の神社と神職：神をまつる人びと』2018年6月 ISBN 9784642058674
468. 林博史『沖縄からの本土爆撃：米軍出撃基地の誕生』2018年6月 ISBN 9784642058681
469. 安高啓明『踏絵を踏んだキリシタン』2018年7月 ISBN 9784642058698
470. 岩下哲典『江戸無血開城：本当の功労者は誰か?』2018年7月 ISBN 9784642058704
471. 稲葉継陽『細川忠利：ポスト戦国世代の国づくり』2018年8月 ISBN 9784642058711
472. 尾脇秀和『刀の明治維新：「帯刀」は武士の特権か?』2018年8月 ISBN 9784642058728
473. 前田雅之『書物と権力：中世文化の政治学』2018年9月 ISBN 9784642058735
474. 田端泰子『室町将軍の御台所：日野康子・重子・富子』2018年9月 ISBN 9784642058742
475. 竹井英文『戦国の城の一生：つくる・壊す・蘇る』2018年10月 ISBN 9784642058759
476. 宇田川幸大『考証 東京裁判：戦争と戦後を読み解く』2018年10月 ISBN 9784642058766
477. 清水亮『中世武士 畠山重忠：秩父平氏の嫡流』2018年11月 ISBN 9784642058773
478. 池田榮史『海底に眠る蒙古襲来水中考古学の挑戦』2018年12月 ISBN 9784642058780
479. 永井晋『平氏が語る源平争乱』2019年1月 ISBN 9784642058797
480. 大澤博明『陸軍参謀川上操六：日清戦争の作戦指導者』2019年2月 ISBN 9784642058803
481. 岡陽一郎『大道 鎌倉時代の幹線道路』2019年3月 ISBN 9784642058810
482. 本多隆成『徳川家康と武田氏：信玄・勝頼との十四年戦争』2019年4月 ISBN 9784642058827
483. 佐伯智広『皇位継承の中世史：血統をめぐる政治と内乱』2019年4月 ISBN 9784642058834
484. 角田徳幸『たたら製鉄の歴史』2019年6月 ISBN 9784642058841
485. 伊藤純郎『特攻隊の「故郷」：霞ヶ浦・筑波山・北浦・鹿島灘』2019年7月 ISBN 9784642058858
486. 水本邦彦『海辺を行き交うお触れ書き：浦触の語る徳川情報網』2019年8月 ISBN 9784642058865
487. 春名宏昭『「謀反」の古代史：平安朝の政治改革』2019年9月 ISBN 9784642058872
488. 今津勝紀『戸籍が語る古代の家族』2019年10月 ISBN 9784642058889
489. 木村茂光『平将門の乱を読み解く』2019年11月 ISBN 9784642058896
490. 諏訪勝則『明智光秀の生涯』2019年12月 ISBN 9784642058902
491. 衣川仁『神仏と中世人：宗教をめぐるホンネとタテマエ』2019年12月 ISBN 9784642058919
492. 五條小枝子『戦国大名毛利家の英才教育：元就・隆元・輝元と妻たち』2020年1月 ISBN 9784642058926
493. 三谷芳幸『大地の古代史：土地の生命力を信じた人びと』2020年2月 ISBN 9784642058933
494. 中井真孝『鎌倉浄土教の先駆者法然』2020年2月 ISBN 9784642058940
495. 関幸彦『敗者たちの中世争乱：年号から読み解く』2020年3月 ISBN 9784642058957
496. 服部聡『松岡洋右と日米開戦：大衆政治家の功と罪』2020年3月 ISBN 9784642058964
497. 湯浅治久『中世の富と権力：寄進する人びと』2020年4月 ISBN 9784642058971
498. 関根達人『石に刻まれた江戸時代：無縁・遊女・北前船』2020年4月 ISBN 9784642058988
499. 本間洋子『香道の文化史』2020年5月 ISBN 9784642058995
500. 源川真希『首都改造：東京の再開発と都市政治』2020年5月 ISBN 9784642059008
501. 野添文彬『沖縄米軍基地全史』2020年6月 ISBN 9784642059015
502. 関根淳『六国史以前：日本書紀への道のり』2020年7月 ISBN 9784642059022
503. 藤田覚『日本の開国と多摩：生糸・農兵・武州一揆』2020年7月 ISBN 9784642059039
504. 鷺森浩幸『藤原仲麻呂と道鏡：ゆらぐ奈良朝の政治体制』2020年8月 ISBN 9784642059046
505. 小菅信子『日本赤十字社と皇室：博愛か報国か』2021年2月 ISBN 9784642059053
506. 森公章『天神様の正体：菅原道真の生涯』2020年9月 ISBN 9784642059060
507. 吉野秋二『古代の食生活：食べる・働く・暮らす』2020年9月 ISBN 9784642059077
508. 松本和也『イエズス会がみた「日本国王」：天皇・将軍・信長・秀吉』2020年10月 ISBN 9784642059084
509. 芳井研一『難民たちの日中戦争：戦火に奪われた日常』2020年10月 ISBN 9784642059091
510. 今井雅晴『仏都鎌倉の一五〇年』2020年11月 ISBN 9784642059107
511. 伊藤正直『戦後文学のみた「高度成長」』2020年11月 ISBN 9784642059114
512. 石井龍太『ものがたる近世琉球：喫煙・園芸・豚飼育の考古学』2020年12月 ISBN 9784642059121
513. 高杉洋平『昭和陸軍と政治：「統帥権」というジレンマ』2020年12月 ISBN 9784642059138
514. 設楽博己『顔の考古学 : 異形の精神史』2021年1月 ISBN 9784642059145
515. 伊藤喜良『伊達一族の中世：「独眼龍」以前』2021年1月 ISBN 9784642059152
516. 倉地克直『江戸時代の瀬戸内海交通』2021年2月 ISBN 9784642059169
517. 大城道則『神々と人間のエジプト神話：魔法・冒険・復讐の物語』2021年2月 ISBN 9784642059176
518. 鶴見泰寿『東大寺の考古学：よみがえる天平の大伽藍』2021年3月 ISBN 9784642059183
519. 林千寿『家老の忠義：大名細川家存続の秘訣』2021年3月 ISBN 9784642059190
520. 藤田勝也『平安貴族の住まい：寝殿造から読み直す日本住宅史』2021年4月 ISBN 9784642059206
521. 樋口健太郎『摂関家の中世：藤原道長から豊臣秀吉まで』2021年4月 ISBN 9784642059213
522. 高田貫太『アクセサリーの考古学』2021年5月 ISBN 9784642059220
523. 山口博之『山寺立石寺：霊場の歴史と信仰』2021年5月 ISBN 9784642059237
524. 西谷正浩『中世は核家族だったのか：民衆の暮らしと生き方』2021年6月 ISBN 9784642059244
525. 谷口雄太『「武家の王」足利氏：戦国大名と足利的秩序』2021年6月 ISBN 9784642059251
526. 川満彰『沖縄戦の子どもたち』2021年6月 ISBN 9784642059268
527. 小池進『徳川忠長：兄家光の苦悩、将軍家の悲劇』2021年7月 ISBN 9784642059275
528. 福田千鶴『女と男の大奥：大奥法度を読み解く』2021年7月 ISBN 9784642059282
529. 佐野静代『外来植物が変えた江戸時代：里湖・里海の資源と都市消費』2021年8月 ISBN 9784642059299
530. 高村聰史『「軍港都市」横須賀：軍隊と共生する街』2021年8月 ISBN 9784642059305
531. 佐々木徹『慶長遣欧使節：伊達政宗が夢見た国際外交』2021年9月 ISBN 9784642059312
532. 岩本馨『明暦の大火：「都市改造」という神話』2021年9月 ISBN 9784642059329
533. 木越隆三『隠れた名君前田利常：加賀百万石の運営手腕』2021年10月 ISBN 9784642059336
534. 上杉和央『軍港都市の一五〇年：横須賀・呉・佐世保・舞鶴』2021年10月 ISBN 9784642059343
535. 森幸夫『六波羅探題：京を治めた北条一門』2021年11月 ISBN 9784642059350
536. 櫻井彦『信濃国の南北朝内乱：悪党と八〇年のカオス』2021年11月 ISBN 9784642059367
537. 小宮孟『イヌと縄文人：狩猟の相棒、神へのイケニエ』2021年12月 ISBN 9784642059374
538. 宇佐美英機『近江商人と出世払い：出世証文を読み解く』2021年12月 ISBN 9784642059381
539. 岡寺良『九州戦国城郭史：大名・国衆たちの築城記』2022年1月 ISBN 9784642059398
540. 中井淳史『中世かわらけ物語：もっとも身近な日用品の考古学』2022年1月 ISBN 9784642059404
541. 鈴木正信『古代氏族の系図を読み解く』2022年2月 ISBN 9784642059411
542. 佐々木雄一『リーダーたちの日清戦争』2022年2月 ISBN 9784642059428
543. 永井晋『鎌倉幕府はなぜ滅びたのか』2022年3月 ISBN 9784642059435
544. 中塚武『気候適応の日本史：人新世をのりこえる視点』2022年3月 ISBN 9784642059442
545. 篠川賢『物部氏：古代氏族の起源と盛衰』2022年4月 ISBN 9784642059459
546. 高野信治『神になった武士：平将門から西郷隆盛まで』2022年4月 ISBN 9784642059466
547. 下垣仁志『鏡の古墳時代』2022年5月 ISBN 9784642059473
548. 中村琢巳『生きつづける民家：保存と再生の建築史』2022年5月 ISBN 9784642059480
549. 福田千鶴『大奥を創った女たち』2022年6月 ISBN 9784642059497
550. 水本邦彦『土砂留め奉行：河川災害から地域を守る』2022年6月 ISBN 9784642059503
551. 松崎元樹『東京の古墳を探る』2022年7月 ISBN 9784642059510
552. 三宅和朗『古代の人・ひと・ヒト：名前と身体から歴史を探る』2022年7月 ISBN 9784642059527
553. 神谷正昌『皇位継承と藤原氏：摂政・関白はなぜ必要だったのか』2022年8月 ISBN 9784642059534
554. 羽柴直人『もう一つの平泉：奥州藤原氏第二の都市・比爪』2022年8月 ISBN 9784642059541
555. 仁藤敦史『東アジアからみた「大化改新」』2022年9月 ISBN 9784642059558
556. 新谷尚紀『遠野物語と柳田國男：日本人のルーツをさぐる』2022年9月 ISBN 9784642059565
557. 磐下徹『郡司と天皇：地方豪族と古代国家』2022年10月 ISBN 9784642059572
558. 大日方純夫『唱歌「蛍の光」と帝国日本』2022年10月 ISBN 9784642059589
559. 谷口雄太『足利将軍と御三家：吉良・石橋・渋川氏』2022年11月 ISBN 9784642059596
560. 平川新『〈伊達騒動〉の真相』2022年11月 ISBN 9784642059602
561. 小池伸彦『古代の刀剣：日本刀の源流』2022年12月 ISBN 9784642059619
562. 笠井雅直『国産航空機の歴史：零戦・隼からYS-一一まで』2022年12月 ISBN 9784642059626
563. 小寺智津子『ガラスの来た道：古代ユーラシアをつなぐ輝き』2023年1月 ISBN 9784642059633
564. 千葉芳広『帝国主義とパンデミック：医療と経済の東南アジア史』2023年1月 ISBN 9784642059640
565. 太田博樹『古代ゲノムから見たサピエンス史』2023年2月 ISBN 9784642059657
566. 北野信彦『天下人たちの文化戦略：科学の眼でみる桃山文化』2023年2月 ISBN 9784642059664
567. 渡邊誠『王朝貴族と外交：国際社会のなかの平安日本』2023年3月 ISBN 9784642059671
568. 柳谷慶子『江戸のキャリアウーマン：奥女中の仕事・出世・老後』2023年3月 ISBN 9784642059688
569. 重見泰『大極殿の誕生：古代天皇の象徴に迫る』2023年5月 ISBN 9784642059695
570. 井上幸治『平安貴族の仕事と昇進：どこまで出世できるのか』2023年5月 ISBN 9784642059701
571. 藤本頼人『源頼家とその時代：二代目鎌倉殿と宿老たち』2023年6月 ISBN 9784642059718
572. 飯倉章『第一次世界大戦と日本参戦：揺らぐ日英同盟と日独の攻防』2023年6月 ISBN 9784642059725
573. 本庄総子『疫病の古代史：天災、人災、そして』2023年8月 ISBN 9784642059732
574. 西川広平『武田一族の中世』2023年8月 ISBN 9784642059749
575. 高島正憲『賃金の日本史：仕事と暮らしの一五〇〇年』2023年9月 ISBN 9784642059756
576. 田中暁龍『江戸に向かう公家たち：みやこと幕府の仲介者』2023年9月 ISBN 9784642059763
577. 一瀬和夫『古墳を築く』2023年10月 ISBN 9784642059770
578. 繁田信一『源氏物語を楽しむための王朝貴族入門』2023年10月 ISBN 9784642059787
579. 田辺旬『戦死者たちの源平合戦：生への執着、死者への祈り』2023年11月 ISBN 9784642059794
580. 谷釜尋徳『スポーツの日本史：遊戯・芸能・武術』2023年11月 ISBN 9784642059800
581. 乾淑子『着物になった「戦争」：時代が求めた戦争柄』2023年12月 ISBN 9784642059817
582. 高柳友彦『温泉旅行の近現代』2023年12月 ISBN 9784642059824
583. 平野多恵『おみくじの歴史：神仏のお告げはなぜ詩歌なのか』2024年1月 ISBN 9784642059831
584. 佐々木健策『戦国期小田原城の正体：「難攻不落」と呼ばれる理由』2024年1月 ISBN 9784642059848
585. 相澤央『雪と暮らす古代の人々』2024年1月 ISBN 9784642059855
586. 米原謙『吉田松陰の生涯：猪突猛進の三〇年』2024年1月 ISBN 9784642059862
587. 藤尾慎一郎『弥生人はどこから来たのか：最新科学が解明する先史日本』2024年2月 ISBN 9784642059879
588. 村石正行『検証 川中島の戦い』2024年2月 ISBN 9784642059886
589. 小野昭『ドナウの考古学：ネアンデルタール・ケルト・ローマ』2024年2月 ISBN 9784642059893
590. 塚本明『伊勢参宮文化と街道の人びと：ケガレ意識と不埒者の江戸時代』2024年3月 ISBN 9784642059909
591. 村瀬信一『名言・失言の近現代史　上：1868-1945』2024年3月 ISBN 9784642059916
592. 成田千尋『世界史のなかの沖縄返還』2024年3月 ISBN 9784642059923
593. 五島邦治『平安京の生と死：祓い、告げ、祭り』2024年4月ISBN 9784642059930
594. 後藤宏樹『江戸城の土木工事：石垣・堀・曲輪』2024年4月ISBN 9784642059947
595. 村瀬信一『名言・失言の近現代史　下：1946-』2024年4月 ISBN 9784642059954
596. 栗本賀世子『源氏物語の舞台装置：平安朝文学と後宮』2024年5月 ISBN 9784642059961
597. 酒井元樹『名物刀剣：武器・美・権威』2024年5月 ISBN 9784642059978
598. 二階堂善弘『中国の信仰世界と道教：神・仏・仙人』2024年5月 ISBN 9784642059985
599. 山本孝文『文房具の考古学：東アジアの文字文化史』2024年6月 ISBN 9784642059992
600. 藤田覚『武人儒学者 新井白石：正徳の治の実態』2024年6月 ISBN 9784642060004
601. 中島和歌子『陰陽師の平安時代：貴族たちの不安解消と招福』2024年6月 ISBN 9784642306010
602. 中村大介『青銅器が変えた弥生社会：東北アジアの交易ネットワーク』2024年7月 ISBN 9784642306027
603. 西山伸『検証 学徒出陣』2024年7月 ISBN 9784642306034
604. 児島恭子『アイヌ語地名の歴史』2024年7月 ISBN 9784642306041
605. 伊集院葉子『采女　なぞの古代女性』2024年8月 ISBN 9784642306058
606. 虎尾達哉『苦悩の覇者　天武天皇』2024年8月 ISBN 9784642306065
607. 香川雅信『妖怪を名づける』2024年8月 ISBN 9784642306072
608. 岡田清一『相馬一族の中世 』2024年9月 ISBN 9784642306089
609. 池享『上杉謙信の本音』2024年9月 ISBN 9784642306096
610. 松井和幸・新郷英弘『鋳物と職人の文化史』2024年9月 ISBN 9784642306102
611. 平芳裕子『日本ファッションの一五〇年』2024年10月 ISBN 9784642306119
612. 飯村均『よみがえる東北の城』2024年10月 ISBN 9784642306126
613. 岩﨑奈緒子『〈ロシア〉が変えた江戸時代』2024年11月 ISBN 9784642306133
614. 田中洋平『住職たちの経営戦略：近世寺院の苦しい財布事情』2025年1月 ISBN 9784642306140
615. 北野裕子『〈染織の都〉京都の挑戦：革新と伝統』2025年1月 ISBN 9784642306157
616. 下垣仁志『前方後円墳』2025年2月 ISBN 9784642306164
617. 佐伯真一『平家物語の合戦 戦争はどう文学になるのか』2025年3月 ISBN 9784642306171
618. 中島楽章『琉球王国の南海貿易「万国津梁」の二〇〇年』2025年4月　ISBN 9784642306188
619. 刑部芳則『勲章の近代史権威と欲望のメカニズム』2025年6月　ISBN 9784642306195
620. 新村拓『老いと介護の日本史「認知症」への眼差し』2025年7月　ISBN 9784642306201